# Budapesti Közlekedési Zrt.
A Budapesti Közlekedési Zártkörűen Működő Részvénytársaság (a hivatalos rövidítése BKV Zrt., a köznyelvben egyszerűen BKV, az eredeti „Budapesti Közlekedési Vállalat” név rövidítéseként) Budapest közösségi közlekedését működtető cég, mely a Fővárosi Önkormányzat 100%-os tulajdonában van. 1968. január 1-jén az addigra egységesülő vonalhálózat önálló közlekedési vállalatai (Fővárosi Villamosvasút, Fővárosi Autóbuszüzem, Budapesti Helyiérdekű Vasút, Fővárosi Hajózási Vállalat) összevonásával alakult meg Budapesti Közlekedési Vállalat néven.

## Története

### A városi közlekedés kialakulása
Pest első szárazföldi személyszállítási vállalkozása Kratochwill János nevéhez fűződik: 1832. július 1-jén – párizsi mintára – elindította első omnibuszjáratát. A pesti omnibusz a Duna-part és a Városliget között közlekedett, meghatározott útvonalon és meghatározott időpontokban. Ezek a járművek 12-24 személy befogadására voltak képesek. Az elkövetkező években számos vállalkozás indított omnibuszjáratokat Pesten és Budán egyaránt.
Mintegy három évtized múlva, 1866. július 30-án Károlyi Sándor gróf üzembe helyezte az első lóvasútvonalat (újpesti lóvasút) a mai Kálvin tér és az Újpesti vasúti híd között. Vállalkozása, a Pesti Közúti Vaspálya Társaság később több vonalat is indított. A budai oldalon 1868. május 18-án helyezték üzembe az első lóvasútvonalat, ezt a Budai Közúti Vaspálya Társaság üzemeltette. A Margit híd megépülése (1876) után a két vállalkozás összekülönbözött a Margit hídi vonal tulajdonlásán, melynek következménye az lett, hogy a tőkeerősebb pesti vállalat felvásárolta a budai társaságot, és 1878-ban megalakult a Budapesti Közúti Vaspálya Társaság, a BKVT.
Pár év múlva megjelentek az első gőzgéppel működtetett városi közlekedési eszközök: 1870-ben megépült a Budai Hegypálya, majd 1874. június 24-én átadták a fogaskerekű vasutat is. 1886-ban Balázs Mór tervet készített „Budapest gőzmozdonyú közúti vaspálya- (gőz-tramway-) hálózata” címmel, melyben egy több vonalból álló rendszer létesítését kezdeményezi (ebben a tervben már szerepel egy villamosvonal létesítése is). Mivel a városi szakemberek nem tudtak megegyezni az „egy hálózat” gondolatban, az elképzelést nem sikerült megvalósítani. Hogy a kétkedőket elhallgattassa, Balázs Mór előállt a próbavasút ötletével: 1887. november 28-án üzembe helyezték az első, kísérleti villamosvonalat a Nyugati pályaudvar és a Király utca között. A kísérlet bevált: 1889. július 30-án felavatták az első állandó jellegű villamosvonalat az Egyetem tér és a Köztemető út (Orczy tér) között, majd szeptember 10-én az Akadémia és az Aréna (ma: Dózsa György) út között is megindult a villamosközlekedés. Ezeket a vonalakat az újonnan alakult Budapesti Villamos Városi Vasút vállalat, a BVVV üzemeltette. Az új cég sikereit látva a BKVT is átalakította lóvasútvonalait villamosvonalakká.
1887–88-ban megépült három helyiérdekű vasútvonal (a dunaharaszti, a cinkotai és a szentendrei), ugyanis a BKVT felismerte, hogy profitot termelhet azzal, ha bekapcsolja hálózatába a Budapest környéki településeket. Ezeket a szerelvényeket még gőzmozdony vontatta.
1894 tavaszán a Balázs Mór vezette BVVV és a BKVT közösen tett javaslatot az Andrássy út alatt építendő földalatti vasútra, melyet mindössze 22 hónap alatt sikerült kivitelezni, így 1896. május 2-án az „Ezredévi Kiállítás” megnyitóján már menetrend szerint közlekedett. A földalatti hosszú ideig az uralkodó nevét viselte: Ferenc József Földalatti Villamos Vasút volt a hivatalos elnevezése.
A századfordulón új jármű jelent meg a közforgalmú közlekedés számára: az autóbusz. A főváros vezetői munkába kezdtek a fővárosi autóbusz-közlekedés megindítása érdekében. Hosszas előkészítés után végül 1915. március 1-jén elindulhatott az első budapesti autóbuszjárat az Aréna (ma: Dózsa György) út és a Vilmos császár (ma: Bajcsy-Zsilinszky) út között. Ekkoriban 7 autóbusz bonyolította a forgalmat. Az első világháború okozta gazdasági nehézségek okán (benzin-, gumihiány) ezen járatokat 1917. április 11-én be kellett szüntetni. Az autóbuszforgalom majd ötévnyi kényszerszünet után, 1921. szeptember 24-én indult újra, 11 autóbusszal. Az autóbuszközlekedés innentől fogva dinamikusan fejlődött. A Budapesti Autóbuszközlekedési Rt. (BART) felismerve az új trendet, az 1928-as évben a meglevő 37 buszból álló autópark mellé további 100 új autóbusz üzembeállítását tette lehetővé. 1928. február 15-én már négy vonalon közlekedett autóbusz Budapesten 9., 12., 14., 15., jelzéssel. Ezután a fővárosi közgyűlés felszámolta az omnibuszközlekedést lebonyolító Székesfővárosi Közlekedési Vállalatot (SzKV), helyette új vállalatot szervezett Budapest Fővárosi Közlekedési Vállalat (BFKV) néven.
A villamos- és autóbusz-közlekedés fejlődésével a lóvasút- és omnibuszközlekedés visszaszorult, majd megszűnt. A lóvasút 1928. április 10-ig volt üzemben, utolsó járata a Margitszigeten közlekedett. Az omnibusz 1929. november 5-én tette meg utolsó útját a Villányi úti vonalon.

### Törekvések az integráció felé
1918. november 22-én az akkori kormány közös irányítás alá vonta a BKVT-t, a BVVV-t, a BURV-t, a FJFVV-t, a BLVV-t és a BHÉV-et. Az új vállalat neve Budapesti Egyesített Városi Vasutak (BEVV) lett. Fél év múlva a BEVV irányítása alá került a Budai Hegypálya és a fogaskerekű vasút is. Az integrált közforgalmú közlekedés megteremtése ekkor vette kezdetét, a teljes integrációra azonban még fél évszázadot várni kellett.

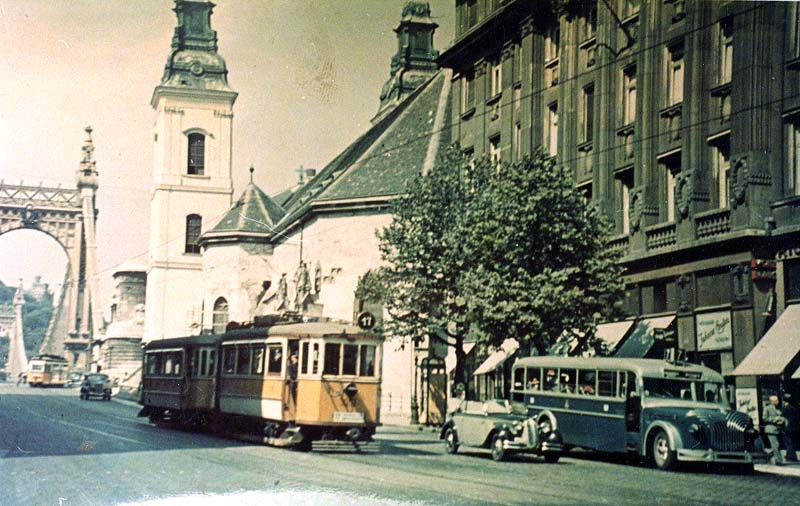
Beszkárt villamos és autóbusz Budapesten

1922. december 27-én megalakították a Budapest Székesfővárosi Közlekedési Részvénytársaságot (BSZKRT, köznyelvben leginkább „Beszkárt”-ként emlegették). Az első vezetője Rényi Dezső volt. Az új vállalat az elkövetkező tíz évben magába olvasztotta az összes budapesti közlekedési ágazatot. 1949. szeptember 30-ával megszüntették a BSZKRT-ot, helyette új közlekedési vállalatok alakultak: Fővárosi Villamos Vasút Községi Vállalat (FVKV), Fővárosi Autóbusz Községi Vállalat (FAKV), Fővárosi Helyiérdekű Vasút Községi Vállalat (FHVKV, később MÁV-BEV), Fővárosi Villamosvasút Főműhely Községi Vállalat (FVFKV), Fővárosi Autóbusz Főműhely Községi Vállalat (FAFKV) és Fővárosi Vasútépítő Községi Vállalat. 1967-ig a vállalati széttagoltság évei következtek.

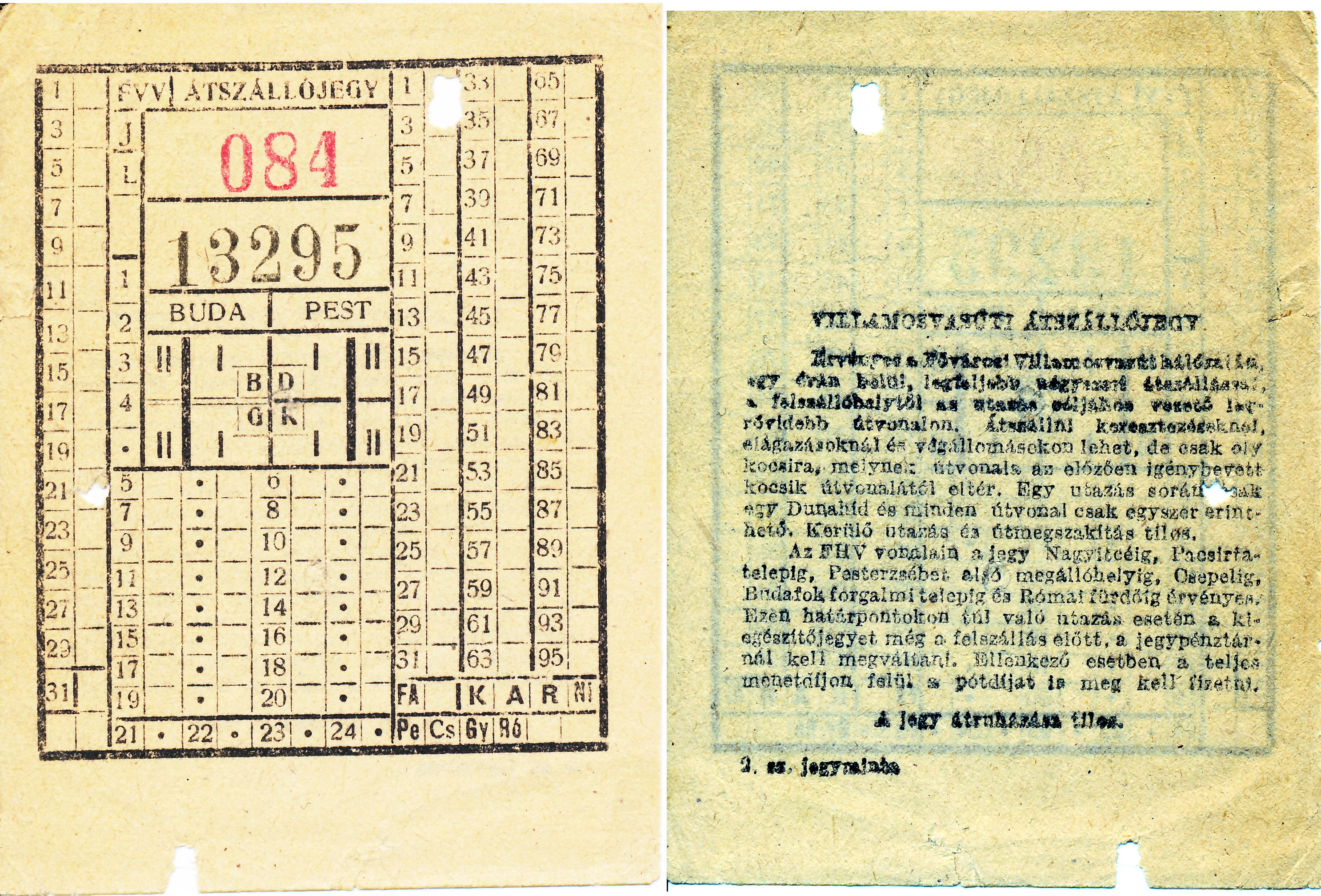
Korabeli Villamosvasúti Átszállójegy

Az 1960-as években nyilvánvalóvá vált, hogy a BSZKRT feldarabolása és megszüntetése hiba volt: nem volt egységes közlekedéspolitika, hálózatfejlesztés, forgalomirányítás, vállalatigazgatás stb. Mindemellett – a BKV honlapján található, a cég történetéről szóló rövid összefoglaló szerint – "az önállósított vállalatokat együttműködés helyett a verseny jellemezte, ráadásul fenntartásuk is sokba került", ezért a Fővárosi Tanács Végrehajtó Bizottsága 1967. október 11-i ülésén meghozott döntése alapján ezeket a vállalatokat összevonták és 1968. január 1-jén megalakult a Budapesti Közlekedési Vállalat, a BKV.

### Budapesti Közlekedési Vállalat megalakulása
1968. január 1-jén – a korábban egymással rivalizáló vállalatok összevonásával (Fővárosi Villamosvasút (FVV), Fővárosi Autóbuszüzem (FAÜ), Fővárosi Hajózási Vállalat (FHV), Budapesti Helyiérdekű Vasút (BHÉV) – a korabeli viszonyokhoz képest innovatív lépésként megalakult a Budapesti Közlekedési Vállalat. Az újonnan létrejövő Integrált közlekedési rendszer fő feladata a korábbi verseny megszüntetése és a közlekedési ágak hatékonyabb működtetésének kialakítása volt. Első jelentős lépésként 1969. július 1-jén bevezették a kalauz nélküli üzemet a BKV összes járművén, ennek előfeltétele volt a viteldíjrendszer 1966-os reformja, amely jelentősen egyszerűsítette a jegyrendszert.
1970. április 3-án átadták az M2-es metróvonal első, Deák Ferenc tér és Fehér út (ma: Örs vezér tere) közötti szakaszát, majd 1972. december 22-én üzembe helyezték a második szakaszt is, a Deák Ferenc tér és a Déli pályaudvar között. A metró átadásának köszönhető az autóbusz-hálózat – az egységes BKV történetében első – jelentős átalakítása: 36 viszonylat útvonala megváltozott, vagy megszűnt 14 új járat indult, a metróállomásokon új végállomások épültek, a szentendrei HÉV vonalát meghosszabbították a Batthyány térig. A metró Duna alatti szakaszának átadása után csökkent az igény a dunai hajózás iránt, a vonalak forgalmában egyre inkább a kiránduló- és a különjárati jelleg érvényesült.

A Budavári sikló felújítása az 1980-as években
forrás: [http://www.bkv.hu/bkvrt/tortenet2.html BKV.hu

Budapest létrejöttének százéves évfordulójára (1973) az M1-es metróvonal]at meghosszabbították a Mexikói útig, ehhez kapcsolódóan átadták az újonnan épített 69-es villamosvonalat is. Ugyanebben az évben teljesen felújították a fogaskerekű vasutat is.
1976 és 1990 között öt ütemben adták át az M3-as metróvonalat:
- 1976. december 31-én az első szakaszt, a Deák Ferenc tér és a Nagyvárad tér között;
- 1980. március 29-én a II/A szakaszt, a Nagyvárad tér és Kőbánya-Kispest között;
- 1981. december 30-án a II/B szakaszt, a Deák Ferenc tér és az Élmunkás tér (ma: Lehel tér) között;
- 1984. november 5-én a III/A szakaszt az Élmunkás tér és az Árpád híd (ma: Göncz Árpád városközpont) között;
- 1990. december 14-én a III/B/1 szakaszt, az Árpád híd és Újpest-Központ között.

Budapest hálózatának második jelentős átalakítása is metróátadáshoz köthető: 1977. január 1-jétől a gyorsjáratok korábbi százas előjelzése megszűnt, helyette bekeretezett piros jelzést vezettek be, továbbá az elágazó alapjáratok a korábbi Y jelzés helyett önálló számot kaptak.
1986. június 4-én átadták az utazóközönségnek – a második világháborúban súlyosan megrongálódott – teljeskörűen felújított Budavári siklót.
Az addig állami tulajdonú BKV 1991-ben a Fővárosi Önkormányzat tulajdonába került.
1996. január 1-jén a cég – a Fővárosi Közgyűlés határozata alapján – részvénytársasággá alakult, ezzel létrejött a Budapesti Közlekedési Részvénytársaság, a BKV Rt.
2000-ben megépült Budapest legnagyobb autóbusz-végállomása az Örs vezér terén, melyet július 25-én adtak át. Ezzel egyidőben a régi végállomást elbontották, helyén bevásárlóközpont épült.
A Társaság 2001-ben beindította „háztól házig” szolgáltatását, amit mozgáskorlátozottak vehetnek igénybe, megrendelés alapján.
2006. február 6-tól a Társaság új neve Budapesti Közlekedési Zártkörűen Működő Részvénytársaság, azaz BKV Zrt. lett, ugyanis a tőkepiacról szóló törvény 2005-ös módosítása szerint a részvénytársaságoknak rendelkezniük kell arról, hogy zártkörűen vagy nyilvánosan működnek, és ezt a cégnévben is fel kell tüntetniük.
2008-ban a BKV – két ütemben – jelentősen megváltoztatta közlekedési hálózatát: egységes számozási rendszert vezettek be, a gyorsjáratok szín és keretes jelzése megszűnt. Az átalakítás kisebb-nagyobb mértékben minden járatot érintett.

### Az új struktúra
2010 októberében Budapest új főpolgármestere, Tarlós István a főváros közösségi közlekedésének átalakítását, valamint a BKV költségeinek átláthatóságát tűzte ki egyik fő céljául, ezért az egyik első intézkedése a 2010. október 27-i közgyűlésen Budapesti Közlekedési Központ Zrt. (BKK Zrt.) létrehozása volt. Az új fővárosi tulajdonú cég feladata – többek között – a BKV működésének szakmai ellenőrzése, valamint megrendelője és finanszírozója lesz a közlekedési vállalatnak. A BKK Zrt. vezérigazgatója Vitézy Dávid, a Városi és Elővárosi Közlekedési Egyesület egyik alapító tagja, valamint a BKV Felügyelő Bizottságának egyik fideszes delegáltja lett.
Tarlós István a 2010. október 27-i közgyűlésen az összes fővárosi tulajdonban lévő vállalat vezetőjét leváltotta, kivéve Kocsis Istvánt, a BKV Zrt. vezérigazgatóját. Kocsis helyett kapott a BKK igazgatóságában is. 2011. szeptember 4-én azonnali hatállyal, közös megegyezéssel távozott, feladatainak ellátásával a főpolgármester Várszegi Gyulát, a BKV igazgatótanácsának elnökét bízta meg. Várszegi 2012. február 10-én azonnali hatállyal lemondott, amit Tarlós István főpolgármester el is fogadott. A vállalat irányítását átmenetileg a BKK vezérigazgatója és a vezérigazgató-helyettesek vették át, majd 2012. február 15-től Bolla Tibor, gazdasági vezérigazgató-helyettest bízták meg a feladattal.

### A vállalat vezetői
- Daczó József (vezérigazgató): 1968. január 1. – 1983. december 31.
- Dr. Zahumenszky József (vezérigazgató): 1984. január 1. – 1990. december 31.
- Holl Sándor (vezérigazgató): 1991. január 1. – 1993. június 30.
- Aba Botond (vezérigazgató): 1993. július 1. – 2006. december 31.
- Antal Attila (vezérigazgató): 2007. január 1. – 2008. március 31.
- Balogh Zsolt (megbízott vezérigazgató, műszaki vezérigazgató-helyettes): 2008. április 1. – 2008. augusztus 31.
- Kocsis István (vezérigazgató): 2008. szeptember 1. – 2011. szeptember 4.
- Dr. Várszegi Gyula (megbízott vezérigazgató, az igazgatóság elnöke): 2011. szeptember 5. – 2012. február 10.
- Vitézy Dávid (a BKK vezérigazgatója), Bolla Tibor, Mihálszky Gábor, Takács Péter (vig.-helyettesek): 2012. február 11. – 2012. február 14.
- Bolla Tibor (megbízott vezérigazgató):[12] 2012. február 15. – 2014. december 31.
- Bolla Tibor (megbízott elnök-vezérigazgató):[13] 2015. január 1. – 2019. november 5.
- Bolla Tibor (vezérigazgató): 2019. november 6. – 2025. május 12.
- Dr. Takács Péter (megbízott vezérigazgató): 2025. május 13. –

## Szolgáltatás

### Integrált járműrendszer
A társaság 4 nagy ágazatot (autóbusz, trolibusz, villamos és metró) működtet integrált rendszerben. Ezen túlmenően az elsősorban idegenforgalmi jelentőségű hajójáratokat, a fogaskerekű vasutat, a Libegőt és a Siklót is üzemelteti.
2016. november 1-jétől a HÉV-vonalakat a MÁV-HÉV Helyiérdekű Vasút Zrt. (korábbi nevén BHÉV Zrt.) üzemelteti.

#### A BKV hálózata
(Az autóbuszjáratok jelentős részén más szolgáltatók is jelen vannak)
| A BKK nappali autóbuszvonal-hálózata | A BKK nappali autóbuszvonal-hálózata                                                                      | A BKK nappali autóbuszvonal-hálózata |
| Viszonylat                           | Végállomások                                                                                              | Fontosabb információk |
| ------------------------------------ | --- | --- |
| 5                                    | Pasaréti tér – Rákospalota, Kossuth utca                                                                  | |
| 7                                    | Újpalota, Nyírpalota út – Albertfalva vasútállomás                                                        | |
| 7E                                   | Újpalota, Nyírpalota út – Blaha Lujza tér M                                                               | |
| 7G                                   | Cinkotai autóbuszgarázs → Újpalota, Nyírpalota út                                                         | Csak hajnalban közlekedik, egy indulással. Munkaszüneti napokon nem jár. |
| 8E                                   | Újpalota, Nyírpalota út – Gazdagrét – Kelenföld vasútállomás M                                            | |
| 9                                    | Kőbánya alsó vasútállomás – Óbuda, Bogdáni út                                                             | |
| 10                                   | Örs vezér tere M+H – Expó tér (körjárat)                                                                  | Hétvégente csak előre meghirdetett időpontokban, rendezvények alkalmával közlekedik. |
| 11                                   | Batthyány tér M+H – Nagybányai út                                                                         | |
| 13                                   | Budatétény vasútállomás (Campona) – Angeli utca / Nagytétényi út – Diósd, Búzavirág utca                  | |
| 13A                                  | Budatétény vasútállomás (Campona) – Diósd, Sashegyi út                                                    | Csak hajnalban és este közlekedik. |
| 15                                   | Boráros tér H – Gyöngyösi utca M                                                                          | |
| 16                                   | Deák Ferenc tér M – Dísz tér – Széll Kálmán tér M                                                         | |
| 16A                                  | Széll Kálmán tér M – Dísz tér                                                                             | |
| 20E                                  | Káposztásmegyer, Szilas-patak – Keleti pályaudvar M                                                       | |
| 21                                   | Széll Kálmán tér M – Normafa, látogatóközpont                                                             | |
| 21A                                  | Széll Kálmán tér M – Svábhegy                                                                             | Csak a munkanapi csúcsidőszakokban közlekedik. |
| 22                                   | Széll Kálmán tér M – Budakeszi, Tesco áruház                                                              | Ünnepnapokon nem közlekedik. |
| 22A                                  | Széll Kálmán tér M – Budakeszi, Dózsa György tér                                                          | |
| 25                                   | Mexikói út M – Újpest-központ M                                                                           | |
| 26                                   | Nyugati pályaudvar M – Margitsziget – Göncz Árpád városközpont M                                          | |
| 27                                   | Móricz Zsigmond körtér M – Sánc utca                                                                      | |
| 29                                   | Szentlélek tér H – Hűvösvölgy                                                                             | |
| 30                                   | Keleti pályaudvar M – Káposztásmegyer, Mogyoródi-patak                                                    | |
| 30A                                  | Keleti pályaudvar M – Megyer, Szondi utca                                                                 | |
| 31                                   | Örs vezér tere M+H – Árpádföld, Bekecs utca                                                               | |
| 32                                   | Göncz Árpád városközpont M – Örs vezér tere M+H                                                           | |
| 33                                   | Móricz Zsigmond körtér M – Nagytétény-Diósd vasútállomás                                                  | |
| 33A                                  | Móricz Zsigmond körtér M → Építész utca                                                                   | Csak munkanapokon reggel közlekedik, kizárólag egy irányban. |
| 34                                   | Göncz Árpád városközpont M – Békásmegyer, Újmegyeri tér                                                   | |
| 35                                   | Szentlőrinci úti lakótelep – Csepel, Csillagtelep                                                         | |
| 36                                   | Pestszentlőrinc vasútállomás – Csepel, Csillagtelep                                                       | |
| 36B                                  | Gubacsi út / Határ út – Erzsébeti temető – Szentlőrinci úti lakótelep                                     | Időszakos temetői járat, kizárólag mindenszentek környékén közlekedik. |
| 38                                   | Csepel, Szent Imre tér – Szigetszentmiklós, Szabadság utca – Csepel, Szent Imre tér                       | Ünnepnapokon az Auchan áruházat nem érinti. |
| 38A                                  | Csepel, Szent Imre tér – Lakihegy, Cseresznyés utca                                                       | Ünnepnapokon az Auchan áruházat nem érinti. |
| 39                                   | Batthyány tér M+H – Kissvábhegy                                                                           | |
| 40                                   | Kelenföld vasútállomás M – Budaörsi lakótelep                                                             | A Gimnázium érintésével közlekedik. |
| 40B                                  | Kelenföld vasútállomás M – Budaörsi lakótelep                                                             | A Lévai utca érintésével közlekedik. |
| 40E                                  | Kelenföld vasútállomás M – Budaörsi lakótelep                                                             | Csak a munkanapi csúcsidőszakokban közlekedik. |
| 44                                   | Örs vezér tere M+H – Centenáriumi lakótelep                                                               | |
| 45                                   | Örs vezér tere M+H – Cinkota, Lassú utca                                                                  | |
| 46                                   | Újpalota, Nyírpalota út – Helikopter lakópark                                                             | Vonalközi végállomás Újpalota felé: Rákoskeresztúr, városközpont. |
| 53                                   | Újbuda-központ M – Mindszenty József bíboros tér                                                          | Újbuda-központ felé betér Kelenföld vasútállomáshoz. |
| 54                                   | Boráros tér H – Pestszentimre, Ültetvény utca (– Víztorony tér)                                           | Reggelente, és esténként csak a Boráros tér és Pestszentimre között közlekedik. |
| 55                                   | Boráros tér H – Gyál, Vecsési út                                                                          | |
| 57                                   | Hűvösvölgy – Remetekertváros – Pesthidegkút (körjárat)                                                    | |
| 58                                   | Móricz Zsigmond körtér M – Balatoni út / Háros utca                                                       | Kelenvölgy érintésével közlekedik, mindkét irányban betér Kelenföld vasútállomáshoz. |
| 63                                   | Hűvösvölgy – Nagykovácsi, Tisza István tér                                                                | |
| 64                                   | Hűvösvölgy – Solymár, Auchan áruház                                                                       | Solymár, Templom tér érintésével közlekedik. Ünnepnapokon nem közlekedik. |
| 64A                                  | Hűvösvölgy – Solymár, Templom tér                                                                         | |
| 65                                   | Kolosy tér – Szépvölgyi dűlő                                                                              | Fenyőgyöngye és Szépvölgyi dűlő között utazási igény esetén közlekedik. |
| 65A                                  | Kolosy tér – Fenyőgyöngye                                                                                 | |
| 66                                   | Határ út M – Soroksár, központi raktárak                                                                  | |
| 66B                                  | Határ út M – Soroksár, BILK                                                                               | Munkaszüneti napokon nem közlekedik. |
| 66E                                  | Határ út M – Soroksár, BILK                                                                               | Csak a munkanapi csúcsidőszakokban közlekedik. |
| 67                                   | Örs vezér tere M+H – Rákoskeresztúr, Aranylúd utca                                                        | |
| 68                                   | Kispest, Vas Gereben utca – Akadémiaújtelep, 525. tér                                                     | |
| 68B                                  | Kőbánya-Kispest M – Új köztemető                                                                          | Időszakos temetői járat, kizárólag mindenszentek környékén közlekedik. |
| 71                                   | Csepel, Szent Imre tér → Csepel, Horgásztanya → Csepel, Királyerdő út → Csepel, Szent Imre tér (körjárat) | Ellenkező irányban a 152-es busz közlekedik. |
| 84E                                  | Határ út M – Gyál, Deák Ferenc utca                                                                       | |
| 85                                   | Örs vezér tere M+H – Kőbánya-Kispest M                                                                    | |
| 85E                                  | Örs vezér tere M+H – Kőbánya-Kispest M                                                                    | Csak a munkanapi csúcsidőszakokban közlekedik. |
| 87                                   | Kelenföld vasútállomás M – Kamaraerdő – Mechanikai Művek                                                  | A hajnali valamint az esti órákban Kamaraerdő és Mechanikai Művek között utazási igény esetén közlekedik. |
| 87A                                  | Kelenföld vasútállomás M – Kamaraerdő                                                                     | |
| 88                                   | Kelenföld vasútállomás M – Budaörs – Törökbálint – Budatétény vasútállomás (Campona)                      | |
| 88A                                  | Kelenföld vasútállomás M – Budaörs – Törökbálint – Törökbálint, Nyár utca                                 | |
| 89E                                  | Határ út M – Gyál, Bem József utca                                                                        | |
| 91                                   | Nyugati pályaudvar M – Széll Kálmán tér M                                                                 | A Rózsadombon keresztül közlekedik. |
| 92                                   | Rákosszentmihály vasútállomás – Auchan Liget                                                              | Ünnepnapokon nem közlekedik. |
| 92A                                  | Rákosszentmihály vasútállomás – Kistarcsa, kórház H                                                       | Csak munkanapokon reggel és ünnepnapokon közlekedik. |
| 93                                   | Kőbánya-Kispest M – Szemeretelep vasútállomás                                                             | |
| 93A                                  | Kőbánya-Kispest M – Pestszentlőrinc, Fedezék utca                                                         | |
| 94E                                  | Határ út M – Gyál, Vecsési út                                                                             | Csak a munkanapi csúcsidőszakokban közlekedik. |
| 95                                   | Puskás Ferenc Stadion M – Felsőcsatári köz                                                                | |
| 96                                   | Újpalota, Szentmihályi út – Újpest, Fóti út                                                               | |
| 97E                                  | Örs vezér tere M+H – Rákoskert sugárút                                                                    | |
| 98                                   | Kőbánya-Kispest M – Rákoscsaba vasútállomás                                                               | |
| 98E                                  | Kőbánya-Kispest M – Rákoshegy vasútállomás                                                                | Csak a munkanapi csúcsidőszakokban közlekedik. |
| 99                                   | Blaha Lujza tér M (Népszínház utca) – Pesterzsébet, Mátyás király tér                                     | |
| 100E                                 | Deák Ferenc tér M – Liszt Ferenc Airport 2                                                                | A járaton egyedi díjszabás van érvényben, csak a repülőtéri vonaljeggyel lehet igénybe venni. Éjjel-nappal közlekedik.                                                                                        |
| 101B                                 | Kelenföld vasútállomás M – Baross Gábor-telep                                                             | Csak a munkanapi csúcsidőszakokban közlekedik. |
| 101E                                 | Kelenföld vasútállomás M – Budatétény vasútállomás (Campona)                                              | |
| 102                                  | Széll Kálmán tér M – Szendrő utca                                                                         | |
| 104                                  | Rákospalota, Kossuth utca – Dunakeszi, Auchan áruház                                                      | Ünnepnapokon és késő este 104A jelzéssel csak Székesdűlő, ipartelepig közlekedik. |
| 104A                                 | Rákospalota, Kossuth utca – Székesdűlő, ipartelep                                                         | Csak hajnalban, reggel és este, valamint ünnepnapokon közlekedik. |
| 105                                  | Apor Vilmos tér – Gyöngyösi utca M                                                                        | |
| 106                                  | Göncz Árpád városközpont M – Római úti lakótelep                                                          | |
| 108E                                 | Újpalota, Nyírpalota út – Kelenföld vasútállomás M – Gazdagréti tér                                       | Csak a munkanapi csúcsidőszakokban közlekedik. |
| 110                                  | Rákospatak utca / Csömöri út – Thomán István utca                                                         | |
| 111                                  | Batthyány tér M+H – Óbuda, Bogdáni út                                                                     | Csak a munkanapi csúcsidőszakokban közlekedik. |
| 112                                  | Rákospatak utca / Csömöri út – Thomán István utca                                                         | Késő esténként és hétvégén reggel csak a Keleti pályaudvar és a Thomán István utca között közlekedik. |
| 113                                  | Budatétény vasútállomás (Campona) – Angeli utca / Nagytétényi út – Diósd, Sashegyi út                     | |
| 113A                                 | Budatétény vasútállomás (Campona) – Angeli utca / Nagytétényi út                                          | Csak munkanapokon közlekedik. |
| 114                                  | Móricz Zsigmond körtér M – Baross Gábor-telep, Ispiláng utca                                              | |
| 116                                  | Fény utcai piac – Dísz tér                                                                                | Szombaton délután és munkaszüneti napokon nem közlekedik. |
| 117                                  | Kőbánya alsó vasútállomás – Mélytó utca                                                                   | Csak munkanapokon közlekedik. |
| 118                                  | Szentlélek tér H – Óbudai autóbuszgarázs                                                                  | |
| 118B                                 | Szentlélek tér H – Óbudai temető – Óbudai autóbuszgarázs                                                  | Időszakos temetői járat, kizárólag mindenszentek környékén közlekedik. |
| 119                                  | Gubacsi út / Határ út – Zodony utca                                                                       | |
| 120                                  | Göncz Árpád városközpont M – Újpest-központ M                                                             | |
| 121                                  | Újpest-városkapu M (Temesvári utca) – Káposztásmegyer, Szilas-patak                                       | |
| 122E                                 | Újpest-városkapu M – Káposztásmegyer, Mogyoródi-patak                                                     | |
| 123                                  | Határ út M – Soroksár, IKEA áruház                                                                        | Ünnepnapokon 123A jelzéssel csak a Szentlőrinci úti lakótelepig közlekedik. |
| 123A                                 | Határ út M – Szentlőrinci úti lakótelep                                                                   | |
| 124                                  | Bosnyák tér – Rákospalota, Bogáncs utca                                                                   | |
| 125                                  | Bosnyák tér – Rákospalota, MEDIMPEX                                                                       | |
| 126                                  | Káposztásmegyer, Szilas-patak – Dunakeszi, Auchan áruház                                                  | |
| 128                                  | Széll Kálmán tér M – Regőczi István tér                                                                   | |
| 129                                  | Széll Kálmán tér M – Szent Ferenc Kórház                                                                  | |
| 130                                  | Puskás Ferenc Stadion M – Újpalota, Sárfű utca                                                            | |
| 131                                  | Örs vezér tere M+H – Kisszentmihály, Baross utca                                                          | |
| 132E                                 | Kőbánya-Kispest M – Szent Lőrinc-telep                                                                    | |
| 133E                                 | Újpalota, Nyírpalota út – Nagytétény, ipartelep                                                           | |
| 134                                  | Szentlélek tér H – Békásmegyer, Újmegyeri tér                                                             | |
| 135                                  | Millenniumtelep H – Soroksár, IKEA áruház                                                                 | Ünnepnapokon csak a Szentlőrinci úti lakótelepig közlekedik. |
| 136                                  | Kőbánya-Kispest M – Havanna utcai lakótelep, Fiatalság utca                                               | |
| 137                                  | Szentlélek tér H – Erdőalja út – Máramaros út                                                             | |
| 138                                  | Csepel, Szent Imre tér – Budatétény vasútállomás (Campona)                                                | Ünnepnapokon, valamint egyes menetekben az Auchan áruházat nem érinti. |
| 139                                  | Széll Kálmán tér M – Gazdagréti tér                                                                       | |
| 140                                  | Széll Kálmán tér M – Törökbálint, bevásárlóközpont                                                        | Munkaszüneti napokon nem közlekedik. |
| 140A                                 | Széll Kálmán tér M – Budaörsi lakótelep                                                                   | Munkaszüneti napokon nem közlekedik. |
| 140B                                 | Budaörsi lakótelep – Törökbálint, bevásárlóközpont                                                        | Ünnepnapokon csak Törökbálint, Sportközpontig közlekedik. |
| 141                                  | Kelenföld vasútállomás M – Savoya Park                                                                    | Kelenvölgy érintése nélkül közlekedik. |
| 142E                                 | Határ út M – Gloriett lakótelep                                                                           | |
| 144                                  | Örs vezér tere M+H – Rákosszentmihály, Csömöri út                                                         | |
| 146                                  | Újpalota, Nyírpalota út → Rákoskeresztúr, városközpont                                                    | Csak Rákoskeresztúr felé munkanapokon reggel közlekedik. |
| 146A                                 | Cinkotai autóbuszgarázs → Rákoskeresztúr, városközpont                                                    | Csak Rákoskeresztúr felé közlekedik, hajnalban, reggel, illetve munkanapokon délután. |
| 147                                  | Újpest-központ M – Megyer, Julianus barát utca                                                            | |
| 148                                  | Kőbánya-Kispest M – Csepel, Soroksári rév                                                                 | |
| 149                                  | Széll Kálmán tér M – Fenyves utca                                                                         | |
| 150                                  | Újbuda-központ M – Budatétény vasútállomás (Campona)                                                      | A munkanapokon reggel csak Kelenföld, délután csak Budatétény felé közlekedik, és mindkét irányban betér Kelenföld vasútállomáshoz.                                                                           |
| 150                                  | Újbuda-központ M – Budatétény vasútállomás (Campona)                                                      | Csak a munkanapi csúcsidőszakokban közlekedik, reggel Budatétény, délután Kelenföld felé. Mindkét irányban betér Kelenföld vasútállomáshoz és a Lomnici utcához.                                              |
| 151                                  | Csepel, Határ utca – Kőbánya alsó vasútállomás                                                            | |
| 152                                  | Csepel, Szent Imre tér → Csepel, Királyerdő út → Csepel, Horgásztanya → Csepel, Szent Imre tér (körjárat) | Ellenkező irányban a 71-es busz közlekedik. |
| 153                                  | Gazdagréti tér – Infopark (Pázmány Péter sétány)                                                          | |
| 154                                  | Gazdagréti tér – Újbuda-központ M – BudaPart                                                              | Esténként csak az Újbuda-központig közlekedik. |
| 155                                  | Széll Kálmán tér M – Fácános tér                                                                          | |
| 156                                  | Széll Kálmán tér M – Dániel út                                                                            | Csak munkanapokon közlekedik. |
| 157                                  | Hűvösvölgy – Budaliget, Géza fejedelem útja – Solymár, Kerekhegy                                          | Géza fejedelem útja és Solymár, Kerekhegy között igény esetén közlekedik. |
| 157A                                 | Hűvösvölgy – Budaliget, Géza fejedelem útja                                                               | |
| 158                                  | Balatoni út / Háros utca – Savoya Park                                                                    | Munkanapokon reggel és délután, illetve szombaton reggeltől 13 óráig közlekedik. |
| 158B                                 | Savoya Park – Budafoki temető                                                                             | Időszakos temetői járat, kizárólag mindenszentek környékén közlekedik. |
| 159                                  | Csepel, Szent Imre tér – Szent László úti lakótelep                                                       | |
| 160                                  | Óbudai rendelőintézet – Szent Margit Kórház – Békásmegyer H (Csobánka tér)                                | |
| 161                                  | Örs vezér tere M+H – Kucorgó tér                                                                          | |
| 161A                                 | Örs vezér tere M+H – Rákoskeresztúr, városközpont                                                         | Csak a munkanapi csúcsidőszakokban közlekedik. |
| 161E                                 | Örs vezér tere M+H – Kucorgó tér                                                                          | Csak a munkanapi csúcsidőszakokban közlekedik. |
| 162                                  | Kőbánya alsó vasútállomás – Maglód, Auchan áruház                                                         | Ünnepnapokon 262-es jelzéssel csak Rákoskert sugárútig közlekedik. |
| 164                                  | Hűvösvölgy – Solymár, PEMÜ                                                                                | Solymár, Templom tér érintésével közlekedik. |
| 164B                                 | Hűvösvölgy – Solymár, PEMÜ                                                                                | Solymár, Templom tér és Solymár vasútállomás érintésével közlekedik. |
| 165                                  | Kolosy tér – Remetehegyi út                                                                               | |
| 166                                  | Gubacsi út / Határ út – Ferihegy vasútállomás                                                             | |
| 168E                                 | Örs vezér tere M+H – Rákoshegy, Ferihegyi út                                                              | |
| 169E                                 | Örs vezér tere M+H – Pécel, Kun József utca                                                               | |
| 170                                  | Újpest-központ M – Rákospalota, Csömöri-patak                                                             | Hétköznap késő este, hétvégén hajnalban és késő este 270-es jelzéssel közlekedik. |
| 172                                  | Kelenföld vasútállomás M – Munkácsy Mihály utca (hősi emlékmű) – Törökbálint vasútállomás                 | |
| 173                                  | Kelenföld vasútállomás M – Törökbálint vasútállomás – Munkácsy Mihály utca (hősi emlékmű)                 | |
| 174                                  | Örs vezér tere M+H – Cinkota H                                                                            | Csak a munkanapi csúcsidőszakokban közlekedik. |
| 175                                  | Újpalota, Szentmihályi út – Cinkota H                                                                     | |
| 176E                                 | Örs vezér tere M+H – Rákoscsaba-Újtelep, Tóalmás utca                                                     | Csak a munkanapokon közlekedik. |
| 178                                  | Naphegy tér – Deák Ferenc tér M                                                                           | |
| 179                                  | Közvágóhíd H – Csepel, Szent Imre tér                                                                     | Csak munkanapokon közlekedik. |
| 181                                  | Aszódi utca – József Attila lakótelep, Távíró utca                                                        | |
| 182                                  | Kőbánya-Kispest M – Alacskai úti lakótelep                                                                | |
| 182A                                 | Kőbánya-Kispest M – Varjú utca                                                                            | Csak a munkanapi csúcsidőszakokban közlekedik. |
| 183                                  | Pestszentlőrinc, Szarvas csárda tér – Szemeretelep vasútállomás                                           | |
| 184                                  | Kőbánya-Kispest M – Pestszentimre, Benjámin utca                                                          | |
| 185                                  | Kőbánya alsó vasútállomás – Újhegyi út, Sportliget                                                        | |
| 187                                  | Kelenföld vasútállomás M – Kamaraerdő                                                                     | |
| 188                                  | Kelenföld vasútállomás M – Budakeszi, Honfoglalás sétány                                                  | |
| 188E                                 | Kelenföld vasútállomás M – Budakeszi, Honfoglalás sétány                                                  | Csak a munkanapi csúcsidőszakokban közlekedik. |
| 191                                  | Nyugati pályaudvar M – Sarolta utca                                                                       | |
| 193E                                 | Kőbánya-Kispest M – Ganztelep, Mednyánszky utca – Vecsés, Market Central Ferihegy                         | Csak a munkanapi csúcsidőszakokban közlekedik. Ganztelep irányában 2 menet továbbközlekedik a 236-os busz vonalán a Market Central bevásárlóközpontig, onnan pedig 1 menet közlekedik Kőbánya-Kispest M felé. |
| 194                                  | Határ út M – Gloriett lakótelep                                                                           | |
| 194B                                 | Határ út M – Gloriett lakótelep                                                                           | Betér a Besence utcába. Csak Gloriett lakótelep irányába közlekedik munkanapokon, a műszakváltások időszakában.                                                                                               |
| 195                                  | Puskás Ferenc Stadion M – Rákoskeresztúr, városközpont                                                    | |
| 196                                  | Újpalota, Szentmihályi út – Káposztásmegyer, Szilas-patak                                                 | |
| 196A                                 | Újpalota, Szentmihályi út – Újpest-városkapu M (Temesvári utca)                                           | |
| 197                                  | Rákoskert vasútállomás – Kucorgó tér (körjárat)                                                           | Csak munkanapokon közlekedik. |
| 198                                  | Dél-pesti autóbuszgarázs – Rákoscsaba-Újtelep, Tóalmás utca                                               | |
| 200E                                 | Kőbánya-Kispest M – Liszt Ferenc Airport 2                                                                | Éjjel-nappal közlekedik. |
| 202E                                 | Kőbánya-Kispest M – Kucorgó tér                                                                           | |
| 204                                  | Rákospalota, Kossuth utca – Békásmegyer, Újmegyeri tér                                                    | Ünnepnapokon, valamint késő este az Auchan áruházat nem érinti. |
| 212                                  | Boráros tér H – Svábhegy – Normafa, látogatóközpont                                                       | |
| 212A                                 | Boráros tér H – Svábhegy                                                                                  | |
| 212B                                 | Boráros tér H – Svábhegy – Normafa, látogatóközpont – Csillebérc, KFKI                                    | Csak a munkanapi csúcsidőszakokban közlekedik. |
| 213                                  | Móricz Zsigmond körtér M – Baross Gábor-telep, Török utca                                                 | |
| 214                                  | Móricz Zsigmond körtér M – Baross Gábor-telep, Ispiláng utca                                              | Csak a munkanapi csúcsidőszakokban közlekedik. |
| 216                                  | Deák Ferenc tér M – Dísz tér                                                                              | |
| 217                                  | Kőbánya alsó vasútállomás – Pestszentlőrinc, Szarvas csárda tér                                           | Munkanapokon a Kada utcán át, hétvégén a Sibrik Miklós úton át közlekedik. |
| 217E                                 | Pestszentlőrinc, Szarvas csárda tér – Blaha Lujza tér M (Népszínház utca)                                 | Csak a munkanapi csúcsidőszakokban közlekedik. |
| 218                                  | Szentlélek tér H – Solymár, Auchan áruház                                                                 | Ünnepnapokon, valamint egyes menetekben csak Pilisborosjenő, Téglagyári térig közlekedik. |
| 219                                  | Csillaghegy H – Ürömhegyi út / Jutas utca                                                                 | Részben telefonon előre jelzett utazási igény esetén közlekedik. |
| 220                                  | Újpest-központ M – Újpest, Erdősor út                                                                     | |
| 221                                  | Széll Kálmán tér M – Csillebérc, KFKI                                                                     | Hétvégente hajnalban és késő este Csillebérc, gyermekvasút és Csillebérc, KFKI között csak telefonon előre jelzett utazási igény esetén közlekedik.                                                           |
| 222                                  | Széll Kálmán tér M – Budakeszi, Honfoglalás sétány                                                        | |
| 223E                                 | Boráros tér H – Pesterzsébeti lakótelep                                                                   | |
| 224                                  | Boráros tér H – Szentlőrinci úti lakótelep                                                                | |
| 224E                                 | Boráros tér H – Szentlőrinci úti lakótelep                                                                | Csak a munkanapi csúcsidőszakokban közlekedik. |
| 225                                  | Mexikói út M – Rákospalota, Székely Elek út                                                               | Csak a munkanapi csúcsidőszakokban közlekedik. |
| 226                                  | Nyugati pályaudvar M – Margitsziget – Óbudai-sziget                                                       | Csak május 1. és október 15. között, hétvégén és ünnepnapokon közlekedik. |
| 230                                  | Keleti pályaudvar M – Megyer, Aquaworld                                                                   | |
| 231                                  | Örs vezér tere M+H – Rákospalota, Kossuth utca                                                            | |
| 231B                                 | Cserba Elemér út → Örs vezér tere M+H                                                                     | Kizárólag munkanapokon közlekedik, egy irányban. |
| 236                                  | Vecsés, Market Central Ferihegy – Havanna utcai lakótelep, Fiatalság utca                                 | Ünnepnapokon nem közlekedik. |
| 236A                                 | Ganztelep, Mednyánszky utca – Havanna utcai lakótelep, Fiatalság utca                                     | Kizárólag munkanapokon közlekedik. |
| 237                                  | Szentlélek tér H – Jablonka út                                                                            | |
| 238                                  | Csepel, Szent Imre tér – Szigetszentmiklós, Szabadság utca – Csepel, Szent Imre tér                       | Ünnepnapokon az Auchan áruházat nem érinti. |
| 240                                  | Móricz Zsigmond körtér M – Budaörsi lakótelep                                                             | |
| 243                                  | Békásmegyer H – Pince köz – Donát utca (körjárat)                                                         | |
| 244                                  | Örs vezér tere M+H – Centenáriumi lakótelep                                                               | Csak munkanapokon közlekedik. |
| 250                                  | Kelenföld vasútállomás M – Savoya Park                                                                    | |
| 250B                                 | Kelenföld vasútállomás M – Savoyai Jenő tér (Törley tér)                                                  | Csak a munkanapi csúcsidőszakokban közlekedik. |
| 251                                  | Kelenföld vasútállomás M – Savoya Park                                                                    | A munkanapi csúcsidőszakokban nem közlekedik. |
| 251A                                 | Kelenföld vasútállomás M – Városház tér                                                                   | A munkanapi csúcsidőszakokban nem közlekedik. |
| 251E                                 | Kelenföld vasútállomás M – Városház tér                                                                   | Csak a munkanapi csúcsidőszakokban közlekedik. |
| 254E                                 | Népliget M – Alacskai úti lakótelep                                                                       | Csak a munkanapi csúcsidőszakokban közlekedik. A Tölgy utcát csak reggel, az Alacskai utat csak délután érinti.                                                                                               |
| 255E                                 | Boráros tér H – Alacskai úti lakótelep                                                                    | Csak a munkanapi csúcsidőszakokban közlekedik. A Tölgy utcát csak reggel, az Alacskai utat csak délután érinti.                                                                                               |
| 257                                  | Hűvösvölgy – Pesthidegkút – Remetekertváros (körjárat)                                                    | |
| 260                                  | Óbudai rendelőintézet – Szent Margit Kórház – Harsánylejtő (Citronella utca)                              | |
| 261E                                 | Liget sor → Örs vezér tere M+H                                                                            | Csak munkanapokon reggel közlekedik, kizárólag egy irányban. |
| 262                                  | Kőbánya alsó vasútállomás – Rákoskert sugárút                                                             | Csak esténként, valamint munkanapokon reggelente közlekedik, illetve ünnepnapokon egész nap jár. |
| 264                                  | Hűvösvölgy – Solymár, PEMÜ                                                                                | Solymár, Templom teret nem érinti. |
| 266                                  | Ganztelep, Mednyánszky utca – Pestszentimre vasútállomás (Vasút utca)                                     | |
| 268                                  | Kispest, Vas Gereben utca – Akadémiaújtelep, 525. tér                                                     | |
| 269                                  | Rákoscsaba vasútállomás – Színes utca                                                                     | Részben telefonon előre jelzett utazási igény esetén közlekedik. |
| 270                                  | Újpest-központ M – Rákospalota, Csömöri-patak                                                             | Hétköznap késő este és hétvégén hajnalban, illetve késő este közlekedik a 12-es villamos és a 170-es busz helyett.                                                                                            |
| 272                                  | Kelenföld vasútállomás M – Légimentők – Törökbálint, Márta utca                                           | |
| 275                                  | Rákoscsaba vasútállomás – Piski utca (óvoda)                                                              | Részben telefonon előre jelzett utazási igény esetén közlekedik. |
| 276E                                 | Örs vezér tere M+H → Rákoscsaba-Újtelep → Örs vezér tere M+H                                              | |
| 277                                  | Örs vezér tere M+H – Bosnyák tér                                                                          | |
| 278                                  | Csepel, Szent Imre tér – Szigetszentmiklós, Szabadság utca – Csepel, Szent Imre tér                       | Csak munkanapokon közlekedik, reggel Szigetszentmiklós felé, délután Csepel felé. |
| 279                                  | Lakihegy, Cseresznyés utca – Szigetszentmiklós, Szabadság utca – Auchan, Sziget áruház                    | Csak munkanapokon délután közlekedik, körforgalomban. |
| 279B                                 | Lakihegy, Cseresznyés utca – Szigetszentmiklós, Teleki utca – Szigetszentmiklós, Szabadság utca           | Csak munkanapokon délután közlekedik, körforgalomban. |
| 280                                  | Auchan Sziget áruház – Szigetszentmiklós, Szabadság utca – Lakihegy, Cseresznyés utca                     | Csak munkanapokon reggel közlekedik, körforgalomban. |
| 280B                                 | Szigetszentmiklós, Szabadság utca – Szigetszentmiklós, Teleki utca – Lakihegy, Cseresznyés utca           | Csak munkanapokon reggel közlekedik, körforgalomban. |
| 281                                  | Aszódi utca – Ferencvárosi rendelőintézet (körjárat)                                                      | Csak munkanapokon közlekedik. |
| 282E                                 | Kőbánya-Kispest M – Alacskai úti lakótelep                                                                | Csak munkanapokon közlekedik. |
| 284E                                 | Kőbánya-Kispest M – Pestszentimre, Benjámin utca                                                          | Csak munkanapokon közlekedik. |
| 287                                  | Budatétény vasútállomás (Campona) – Budaörsi lakótelep                                                    | |
| 291                                  | Nyugati pályaudvar M – Zugliget, Libegő                                                                   | A Rózsadombon keresztül közlekedik. |
| 294E                                 | Határ út M – Gyál, Vecsési út                                                                             | Munkanapokon reggel és délután nem közlekedik. |
| 296                                  | Újpalota, Szentmihályi út – Békásmegyer, Újmegyeri tér                                                    | |
| 296A                                 | Újpalota, Szentmihályi út – Káposztásmegyer, Mogyoródi-patak                                              | |
| 297                                  | Rákoscsaba-Újtelep vasútállomás – Nyeremény utca                                                          | Részben telefonon előre jelzett utazási igény esetén közlekedik. |
| 298                                  | Rákoscsaba vasútállomás – Zimonyi utca                                                                    | Részben telefonon előre jelzett utazási igény esetén közlekedik. |
| R158                                 | Széll Kálmán tér M – Zugliget, Libegő                                                                     | Időszakos járat a Libegők Éjszakája rendezvényre. |

| Budapest trolibuszhálózata | Budapest trolibuszhálózata                             | Budapest trolibuszhálózata                                          |
| Viszonylat                 | Végállomások                                           | Fontosabb információk                                               |
| -------------------------- | ------------------------------------------------------ | ------------------------------------------------------------------- |
| 70                         | Erzsébet királyné útja, aluljáró – Kossuth Lajos tér M |                                                                     |
| 72                         | Zugló vasútállomás (Hermina út) – Orczy tér            |                                                                     |
| 73                         | Kápolna tér – Nyugati pályaudvar M                     |                                                                     |
| 74                         | Csáktornya park – Károly körút (Astoria M)             |                                                                     |
| 75                         | Puskás Ferenc Stadion M – Jászai Mari tér              |                                                                     |
| 76                         | Keleti pályaudvar M – Jászai Mari tér                  |                                                                     |
| 77                         | Puskás Ferenc Stadion M – Öv utca / Egressy út         |                                                                     |
| 78                         | Keleti pályaudvar M (Garay utca) – Kossuth Lajos tér M |                                                                     |
| 79                         | Keleti pályaudvar M – Dagály utcai lakótelep           |                                                                     |
| 80                         | Keleti pályaudvar M – Örs vezér tere M+H               |                                                                     |
| 81                         | Örs vezér tere M+H – Mexikói út M                      | A Miskolci utca érintésével közlekedik.                             |
| 82                         | Örs vezér tere M+H – Mexikói út M                      | A Róna utca érintésével közlekedik.                                 |
| 82A                        | Örs vezér tere M+H – Uzsoki Utcai Kórház               | A 82-es trolibusz betétjárata, munkaszüneti napokon nem közlekedik. |
| 83                         | Fővám tér M – Népliget M                               |                                                                     |

| Budapest villamoshálózata | Budapest villamoshálózata                                                        | Budapest villamoshálózata                                                                                      |
| Viszonylat                | Végállomások                                                                     | Fontosabb információk                                                                                          |
| ------------------------- | -------------------------------------------------------------------------------- | --- |
| 1                         | Bécsi út / Vörösvári út – Kelenföld vasútállomás M                               | |
| 1A                        | Bécsi út / Vörösvári út – Népliget M                                             | Csak a munkanapi csúcsidőszakokban közlekedik.                                                                 |
| 2                         | Jászai Mari tér – Közvágóhíd H                                                   | |
| 2B                        | Jászai Mari tér – Pesterzsébet, Pacsirtatelep                                    | |
| 3                         | Mexikói út M – Gubacsi út / Határ út                                             | |
| 4                         | Széll Kálmán tér M – Újbuda-központ M                                            | |
| 6                         | Széll Kálmán tér M – Móricz Zsigmond körtér M                                    | Folyamatos üzemidőben közlekedik.                                                                              |
| 12                        | Angyalföld kocsiszín – Rákospalota, Kossuth utca                                 | Hajnalban és késő este a 270-es busz pótolja.                                                                  |
| 14                        | Lehel tér M – Káposztásmegyer, Megyeri út                                        | |
| 17                        | Bécsi út / Vörösvári út – Savoya Park                                            | Az Alkotás utcán át közlekedik.                                                                                |
| 19                        | Bécsi út / Vörösvári út – Kelenföld vasútállomás M                               | A Bem rakparton át közlekedik.                                                                                 |
| 23                        | Jászai Mari tér – Keleti pályaudvar M                                            | |
| 24                        | Keleti pályaudvar M – Közvágóhíd H                                               | |
| 28                        | Blaha Lujza tér (Népszínház utca) M – Izraelita temető                           | A Kőbányai úton át közlekedik.                                                                                 |
| 28A                       | Blaha Lujza tér (Népszínház utca) M – Új köztemető (Kozma utca)                  | A Kőbányai úton át közlekedik.                                                                                 |
| 28B                       | Keleti pályaudvar M – Izraelita temető                                           | Időszakos temetői járat, kizárólag a Halottak napja idején közlekedik.                                         |
| 37                        | Blaha Lujza tér (Népszínház utca) M – Új köztemető (Kozma utca)                  | A Salgótarjáni utcán át közlekedik, csak munkanapi csúcsidőszakokban üzemel.                                   |
| 37A                       | Blaha Lujza tér (Népszínház utca) M – Sörgyár                                    | A Salgótarjáni utcán át közlekedik.                                                                            |
| 41                        | Bécsi út / Vörösvári út – Kamaraerdei Ifjúsági Park                              | A Bem rakparton át közlekedik.                                                                                 |
| 42                        | Határ út M – Tulipán utca                                                        | |
| 47                        | Deák Ferenc tér M – Városház tér                                                 | |
| 48                        | Deák Ferenc tér M – Savoya Park                                                  | Csak szombaton közlekedik.                                                                                     |
| 49                        | Deák Ferenc tér M – Kelenföld vasútállomás M                                     | |
| 50                        | Határ út M – Pestszentlőrinc, Béke tér                                           | |
| 51                        | Mester utca / Ferenc körút – Nagysándor József utca                              | Csak a munkanapi csúcsidőszakokban és késő este közlekedik.                                                    |
| 51A                       | Mester utca / Ferenc körút – Ferencváros vasútállomás - Málenkij Robot Emlékhely | |
| 52                        | Határ út M – Pesterzsébet, Pacsirtatelep                                         | |
| 56                        | Hűvösvölgy – Városház tér                                                        | A Krisztina körúton át közlekedik, csak munkanapi csúcsidőszakokban üzemel.                                    |
| 56A                       | Hűvösvölgy – Móricz Zsigmond körtér M                                            | A Krisztina körúton át közlekedik, a munkanapi csúcsidőszakokban nem üzemel.                                   |
| 59                        | Szent János kórház – Márton Áron tér                                             | A reggeli csúcsidőben az 59B villamos közlekedik helyette.                                                     |
| 59A                       | Széll Kálmán tér M – Márton Áron tér                                             | Csak késő este, valamint hétvégén hajnalban közlekedik.                                                        |
| 59B                       | Hűvösvölgy – Márton Áron tér                                                     | Csak a reggeli csúcsidőben közlekedik, egyéb időszakokban az 59-es és az 59A pótolja.                          |
| 60                        | Városmajor – Széchenyi-hegy, Gyermekvasút                                        | Fogaskerekű vasút                                                                                              |
| 61                        | Móricz Zsigmond körtér M – Hűvösvölgy                                            | Az Alkotás utcán át közlekedik.                                                                                |
| 62                        | Blaha Lujza tér (Népszínház utca) M – Rákospalota, MÁV-telep                     | Csak a munkanapi csúcsidőszakokban közlekedik.                                                                 |
| 62A                       | Kőbánya alsó vasútállomás (Mázsa tér) – Rákospalota, MÁV-telep                   | Csak munkanapokon közlekedik, Kőbánya alsó vasútállomás (Mázsa tér) végállomáson csak a felszállás lehetséges. |
| 69                        | Mexikói út M – Újpalota, Erdőkerülő utca                                         | |

| Budapest metróhálózata | Budapest metróhálózata                     | Budapest metróhálózata          |
| Viszonylat             | Végállomások                               | Színjelzése                     |
| ---------------------- | ------------------------------------------ | ------------------------------- |
|                        | Vörösmarty tér – Mexikói út                | Millenniumi Földalatti Vasút    |
|                        | Déli pályaudvar – Örs vezér tere           | Kelet–nyugati metróvonal        |
|                        | Újpest-központ – Kőbánya-Kispest           | Észak–déli metróvonal           |
|                        | Kelenföld vasútállomás – Keleti pályaudvar | Dél-Buda–Rákospalota metróvonal |

| A BKK hajójáratai | A BKK hajójáratai                            | A BKK hajójáratai     |
| Viszonylat        | Végállomások                                 | Fontosabb információk |
| ----------------- | -------------------------------------------- | --------------------- |
|                   | Soroksár, Molnár-sziget – Csepel, Királyerdő |                       |

| 6    | Móricz Zsigmond körtér M – Nagykörút – Széll Kálmán tér M                                                                                         | Villamospótló busz éjszakai karbantartások idején. |
| 100E | Deák Ferenc tér M – Liszt Ferenc Airport 2 | Kizárólag repülőtéri vonaljeggyel vehető igénybe. |
| 168E | Örs vezér tere M+H → Rákoshegy vasútállomás | Kizárólag hétvégente közlekedik, egy indulással. |
| 200E | Határ út M – Liszt Ferenc Airport 2 | |
| 901  | Bécsi út / Vörösvári út – Kelenföld vasútállomás M                                                                                                | |
| 907  | Kelenföld vasútállomás M – Astoria M – Bosnyák tér – Örs vezér tere M+H                                                                           | |
| 907A | Astoria M → Bosnyák tér | Csak egy irányban közlekedik. |
| 908  | Móricz Zsigmond körtér M – Gazdagréti tér – Astoria M – Cinkotai autóbuszgarázs – Rákoskeresztúr, városközpont – Rákoscsaba-Újtelep, Tóalmás utca | |
| 908A | Móricz Zsigmond körtér M → Astoria M → Cinkotai autóbuszgarázs → Rákoskeresztúr, városközpont                                                     | Csak egy irányban közlekedik. |
| 909  | Deák Ferenc tér M – Kőbányai garázs – Élessarok – Kispest, Kossuth tér                                                                            | |
| 909A | Deák Ferenc tér M → Kőbányai garázs → Élessarok                                                                                                   | Kizárólag hétvégente közlekedik, csak egy irányban. |
| 914  | Káposztásmegyer, Mogyoródi-patak – Deák Ferenc tér M – Dél-pesti autóbuszgarázs                                                                   | |
| 914A | Újpest-központ M – Deák Ferenc tér M – Határ út M                                                                                                 | |
| 916  | Uránia – Budai Vár – Széll Kálmán tér M | |
| 918  | Kelenföld vasútállomás M – Óbuda, Bogdáni út – Óbudai autóbuszgarázs                                                                              | |
| 922  | Széll Kálmán tér M – Budakeszi, Honfoglalás sétány – Budakeszi, Dózsa György tér                                                                  | Honfoglalás sétányt Budapest felé nem érinti. |
| 922B | Széll Kálmán tér M – Budakeszi – Páty – Zsámbék, autóbusz-forduló                                                                                 | Zsámbék felé betér Budakeszin a Honfoglalás sétányhoz, valamint Páty után Telki, Budajenő, Perbál és Tök településekre is. Kizárólag hétvégén közlekedik. |
| 923  | Békásmegyer H – Közvágóhíd H – Ady Endre utca (Topánka utca) – Dél-pesti autóbuszgarázs                                                           | |
| 930  | Újpest-központ M – Megyer, Szondi utca | |
| 931  | Árpádföld, Dezsőfia utca – Örs vezér tere M+H – Deák Ferenc tér M – Verecke lépcső – Nyugati pályaudvar M                                         | |
| 931A | Deák Ferenc tér M → Örs vezér tere M+H | Csak egy irányban közlekedik. |
| 934  | Békásmegyer H – Nyugati pályaudvar M (– Pesterzsébet, városközpont → Ady Endre utca (Topánka utca))                                               | A pesterzsébeti lakótelepet csak hétvégente érinti. |
| 937  | Bécsi út / Vörösvári út → Máramaros út → Bécsi út / Vörösvári út                                                                                  | Csak utazási igény előzetes jelzése esetén közlekedik. |
| 938  | Csepel, Szent Imre tér – Szigetszentmiklós, József Attila utca – Csepel, Szent Imre tér                                                           | |
| 940  | Budaörsi lakótelep – Kamaraerdő – Móricz Zsigmond körtér M                                                                                        | Kamaraerdőt csak Budapest felé érinti. |
| 941  | Móricz Zsigmond körtér M – Kelenvölgy – Baross Gábor-telep – Budatétény vasútállomás (Campona)                                                    | |
| 943  | Óbudai autóbuszgarázs – Békásmegyer H – Szentendre H                                                                                              | |
| 948  | Dél-pesti autóbuszgarázs – Csepel, Szent Imre tér – Csepel, Hollandi út                                                                           | |
| 950  | Pestszentimre vasútállomás (Vasút utca) – Astoria M – Rákospalota, Székely Elek út – Rákospalota, Kossuth utca                                    | |
| 950A | Pestszentimre vasútállomás (Vasút utca) → Astoria M → Rákospalota, Kossuth utca                                                                   | Csak Rákospalota felé közlekedik. |
| 956  | Pécel, Kun József utca – Rákoskeresztúr – Astoria M – Hűvösvölgy – Pesthidegkút – Hűvösvölgy                                                      | |
| 960  | Móricz Zsigmond körtér M – Óbudai autóbuszgarázs – Békásmegyer, Újmegyeri tér                                                                     | |
| 963  | Hűvösvölgy – Nagykovácsi, Tisza István tér | |
| 964  | Hűvösvölgy – Solymár, PEMÜ | |
| 966  | Határ út M – Pesterzsébet, Baross utca – Millenniumtelep H                                                                                        | |
| 968  | Kispest, Kossuth tér – Cinkotai autóbuszgarázs | |
| 972  | Móricz Zsigmond körtér M – Budaörsi lakótelep – Törökbálint, Raktárváros → Törökbálint, Nyár utca                                                 | |
| 972B | Móricz Zsigmond körtér M → Budaörsi lakótelep → Törökbálint, Márta utca → Törökbálint, Nyár utca                                                  | Csak Törökbálint felé közlekedik. |
| 973  | Újpalota, Szentmihályi út – Rákospalota, MÁV-telep – Astoria M – Városház tér – Nagytétény, ipartelep                                             | |
| 973A | Astoria M → Rákospalota, MÁV-telep | A 973-as viszonylat sűrítőjárata. |
| 973A | Keleti pályaudvar M → Városház tér | A 973-as viszonylat sűrítőjárata. |
| 979  | Újpalota, Nyírpalota út – Hősök tere M – Deák Ferenc tér M – Szent László utcai lakótelep – Csepel, Csillagtelep                                  | |
| 979A | Hősök tere M – Deák Ferenc tér M – Szent László utcai lakótelep – Csepel, Csillagtelep                                                            | Péntekről szombatra és szombatról vasárnapra virradó éjjeleken 2 óra előtt a Hősök teréig közlekedik.                                                     |
| 980  | Rákoskeresztúr, városközpont – Dél-pesti autóbuszgarázs                                                                                           | |
| 990  | Normafa, látogatóközpont – Széll Kálmán tér M – Astoria M – Örs vezér tere M+H – Kucorgó tér – Rákoskeresztúr, városközpont                       | |
| 992  | Cinkotai autóbuszgarázs – Szilasliget, Kemping – Mogyoród H – Gödöllő H                                                                           | |
| 994  | Dél-pesti autóbuszgarázs – Gyál, Vecsési út | |
| 994B | Dél-pesti autóbuszgarázs → Gyál, Ady Endre utca                                                                                                   | Visszafelé 994-es jelzéssel közlekedik. |
| 996  | Újpest-központ M – Szent Korona utcai lakótelep – Cinkotai autóbuszgarázs                                                                         | A 996-os és a 996A jelzésű buszok a Szentmihályi úti és a Mátyás király utcai megállók között más útvonalon közlekednek.                                  |
| 996A | Újpest-központ M – Gusztáv utca – Cinkotai autóbuszgarázs                                                                                         | A 996-os és a 996A jelzésű buszok a Szentmihályi úti és a Mátyás király utcai megállók között más útvonalon közlekednek.                                  |
| 998  | Cinkotai autóbuszgarázs – Régiakadémiatelep – Rákoscsaba-Újtelep – Rákoskeresztúr, városközpont                                                   | |
| 999  | Határ út M – József Attila-lakótelep – Dél-pesti autóbuszgarázs                                                                                   | A József Attila-lakótelepet csak a Dél-pesti autóbuszgarázs felé érinti.                                                                                  |

### Egyéb szolgáltatások
- A BKV két múzeumot üzemeltet. Az egyik a Deák Ferenc téren található Földalatti Vasúti Múzeum, amely az M1-es metróvonal egy eredeti szakasza, melyet az 1955-ös vonalkiegyenesítés miatt forgalmon kívül helyeztek. A másik a Városi Tömegközlekedési Múzeum, amely a szentendrei HÉV-állomáson, az egyik felújított kocsiszínben található. Mindkét helyre a felnőtt belépő ára megegyezik a mindenkor érvényes vonaljegy árával.
- 2008 év elejétől a vállalat ajándéktárgyak értékesítésével is foglalkozik. Az érdeklődők vehetnek BKV-s tollat, bögrét, kulcstartót, kirakót, és akár különböző viszonylatjelző táblákat is. Az ajándéktárgyak megvásárolhatók az Akácfa utcai ügyfélszolgálaton, a Városi Tömegközlekedési Múzeumban, Szentendrén, és a Földalatti Vasúti Múzeumban.
- A BKV rendelkezik 6 darab magas színvonalú autóbusszal – 5 Volvo 9900-as, és 1 Volvo 9700-as –, melyeket a téli időszakban (november és április között) bérbead.

## A szolgáltatás igénybevételének feltétele

### Utazási feltételek
Az utazásra vonatkozó szerződés az utazás megkezdésével, azaz a járműre történő felszállással. illetve a metró és egyes HÉV-állomások területén az utazásra kijelölt és vonallal felfestett területre történő belépéssel, külön szerződés megkötése nélkül, ráutaló magatartással jön létre. E szerződés keretében az utas jogot szerez arra, hogy utazhasson, illetve kötelezettséget vállal arra, hogy a BKV Zrt.-t jogosan megillető jegy- vagy bérletárat kiegyenlíti.
Mindazoknak, akik a BKV Zrt. közösségi közlekedési szolgáltatásainak bármelyikét igénybe kívánják venni, felszállás előtt rendelkezniük kell érvényesíthető és az adott járatra felhasználható jeggyel vagy érvényes bérlettel, utazási igazolvánnyal, illetve a díjmentességet igazoló okmánnyal.
| Jegy- és bérletfajták        | Jegy- és bérletfajták |
| Jegy / bérlet megnevezése    | Megjegyzés |
| Budapesti jegyek és bérletek | Budapesti jegyek és bérletek |
| ---------------------------- | --- |
| Vonaljegy                    | Érvényes egy útra, buszon, villamoson, trolin és metrón a vonalak teljes hosszán, a HÉV-en Budapest közigazgatási határáig, valamint az éjszakai járatokra. A kezeléstől kezdve 80 percig, éjszakai járatokon 120 percig érvényes. A metróvonalak közötti átszállás megengedett. Kutya, illetve – HÉV-en és a fogaskerekűn – kerékpár szállítására is használható, a vonalak teljes hosszán. |
| Helyszíni vonaljegy          | A járművezetőnél vásárolható, tulajdonságaiban megegyezik a vonaljeggyel. |
| Metrószakaszjegy             | Érvényes metrón és/vagy földalattin, 30 percig, maximum 3 megállónyi távolságra. Az átszállás megengedett. |
| Átszállójegy                 | Érvényes egy útra, egy átszállással, buszon, metrón, villamoson, trolin a vonalak teljes hosszán és HÉV-en Budapest közigazgatási határáig. Visszautazásra nem jogosít. |
| 10 darabos gyűjtőjegy        | 10 db vonaljegyet tartalmaz. |
| Budapest 24 órás jegy        | 24 órán át érvényes a rábélyegzett időpontig. |
| Budapest 72 órás jegy        | 3 napig érvényes. |
| Félhavi Budapest-bérlet      | 15 napig érvényes a BKK összes (kivéve D14-es rév), valamint a Volánbusz, és a MÁV-Start meghatározott elővárosi járataira Budapest közigazgatási határán belül. Munkanapokon a D11-es és a D12-es hajóvonalon is használható. |
| Havi Budapest-bérlet         | 1 hónapig érvényes a BKK összes (kivéve D14-es rév), valamint a Volánbusz, és a MÁV-Start meghatározott elővárosi járataira Budapest közigazgatási határán belül. Munkanapokon a D11-es és a D12-es hajóvonalon is használható. Kedvezményes bérlet váltható tanulóknak, nyugdíjasoknak, mozgáskorlátozottak és kisgyerekesek számára.                                                       |
| Negyedéves Budapest-bérlet   | 100 napig érvényes a BKK összes, valamint a Volánbusz, és a MÁV-Start meghatározott elővárosi járataira Budapest közigazgatási határán belül. Munkanapokon a D11-es és a D12-es hajóvonalon is használható. Kedvezményes bérlet váltható tanulóknak, nyugdíjasoknak, mozgáskorlátozottak és kisgyerekesek számára.                                                                           |
| Környéki jegyek és bérletek  | |
| Környéki vonaljegy           | Egy vonalon, Budapest közigazgatási határán kívüli utazásra használható. |
| Környéki helyi bérlet        | Egy Budapesten kívüli településen kizárólag a helység határán belül érvényes. |
| Környéki bérlet              | Érvényes Budapest határán kívül a környéki autóbuszjáratokon a feltüntetett település és a Budapesten belüli első megálló között. Az 5 km-es bérlet törökbálinti járatokra nem érvényes, ezeken a 10 km-es környéki bérlettel lehet utazni. |
| HÉV-jegyek és -bérletek      | |
| Kiegészítő jegy              | Érvényes egy utazásra a HÉV-en a feltüntetett viszonylaton |
| HÉV-bérlet                   | 1 hónapig érvényes, ára távolságfüggő. |
| Hajójegyek                   | |
| Hajó vonaljegy               | Egy hajóvonalon érvényes, egy utazásra. |
| Rév személyjegy              | A D14-es réven érvényes, egy utazásra. |
| Rév személygépkocsi jegy     | A D14-es réven érvényes egy személygépkocsi szállítására. |

| |        |        |        |        |        |        |        |        |        |        |        |        |        |        |        |        |        |        |        |        |        |        |        |        |        |        |        |        |
| 1966. | 1985.  | 1989.  | 1990.  | 1991.  | 1992.  | 1993.  | 1993.  | 1995.  | 1996.  | 1997.  | 1998.  | 1999.  | 2000.  | 2001.  | 2002.  | 2003.  | 2003.  | 2004.  | 2004.  | 2005.  | 2005.  | 2006.  | 2007.  | 2008.  | 2009.  | 2009.  | 2010.  | 2013.  |
| 01.01. | 01.01. | 01.01. | 01.01. | 01.01. | 01.01. | 04.01. | 06.01. | 01.01. | 01.01. | 11.01. | 08.01. | 01.01. | 01.01. | 01.01. | 01.01. | 01.01. | 07.01. | 01.01. | 07.01. | 01.01. | 07.01. | 01.01. | 01.01. | 01.01. | 01.15. | 07.01. | 02.01. | 01.01. |
| 1,5 | 3      | 6      | 10     | 15     | 18     | 19     | 25     | 35     | 50     | 70     | 75     | 90     | 95     | 100    | 106    | 120    | 125    | 140    | 145    | 160    | 170    | 185    | 230    | 270    | 290    | 300    | 320    | 350    |
| menetjegyárak változásának dátuma és a díjtétel forintban (forrás: a Fővárosi Közgyűlés vonatkozó rendeletei) |        |        |        |        |        |        |        |        |        |        |        |        |        |        |        |        |        |        |        |        |        |        |        |        |        |        |        |        |

Az utazási feltételek megszegése (ilyen az érvényes jegy vagy bérlet, illetve az ingyenes utazásra feljogosító okmánya nélküli utazás) a Ptk. szerint szerződésszegésnek minősül. Ez esetben az ellenőr az utast pótdíjfizetésre szólíthatja fel, rendőri intézkedést kérhet, illetve kizárhatja az utazásból a „bliccelőt”.
Ha az utasnak volt bérlete, amit nem tartott éppen magánál, lehetősége van 2 munkanapon belül bemutatni a pótdíjirodában. Ennek költsége alacsonyabb, mint a pótdíj.

### Ellenőrzés
Az ellenőrök vizsgálják a járműveken az utasok jegyének vagy bérletének meglétét, érvényességét, az esetleges kedvezményre való jogosultságot, ezek hiányában beszedik a helyszíni pótdíj összegét, illetve pótdíjfolyamatot kezdeményeznek. Adott esetben információval látják el az utasokat és jegyet is árulhatnak. Jogkörük igen korlátozott, ugyanis az adatvédelmi törvények szerint az ellenőr nem kötelezheti az utast személyes adatainak felfedésére. Ugyanakkor kérhet rendőri intézkedést, mely alapján a BKV polgári peres eljárást kezdeményezhet. A jegyellenőr semmilyen esetben sem tarthatja vissza a rajtakapott utast, akkor sem, ha hatósági intézkedést kért.
A vagyonőrök végzik az úgynevezett bemeneti ellenőrzést, főként a metróállomásokon és az éjszakai járatokon dolgoznak. Emellett – bizonyos esetekben – segítik a jegyellenőrök munkáját: a bliccelni szándékozót (ill. rajtakapott potyautast) akarata ellenére ugyan a rendőri intézkedésig nem tarthatják fel (vö. Üzletszabályzat II.7 pontja, 21. o., 2009. március), de jogkörük szerint megakadályozhatják az érvényes utazási okmánnyal nem rendelkezők járműre szállását, illetve kizárhatják őket az utazásból.
2011. január 11-től a Fővárosi Közterület-felügyelet munkatársai is segítik a jegyellenőrök munkáját. A közterület-felügyelők a jegyellenőrökkel együtt utaznak, akkor van igazán szerepük az ellenőrzésben, ha az utazó nem hajlandó együttműködni a jegyellenőrrel. Egy 2010. decemberi döntésnek köszönhetően hatósági személyek is ellenőrizhetik az „utazási feltételek betartását”, ez azért fontos, mert hatósági jogkörüknél fogva ők igazoltathatják is a „bliccelőket”.

## Arculat

### Logó
A Budapesti Közlekedési Részvénytársaság emblémája (logója) egyszerű, a dinamikus mozgást kifejező grafika. Lendületes vonalvezetésű, formájában hálózat jellegre, ezzel a társaság tevékenységére utal. Színvilága újszerű, de fekete fehérben sem veszíti el hatását.

### A járművek színe

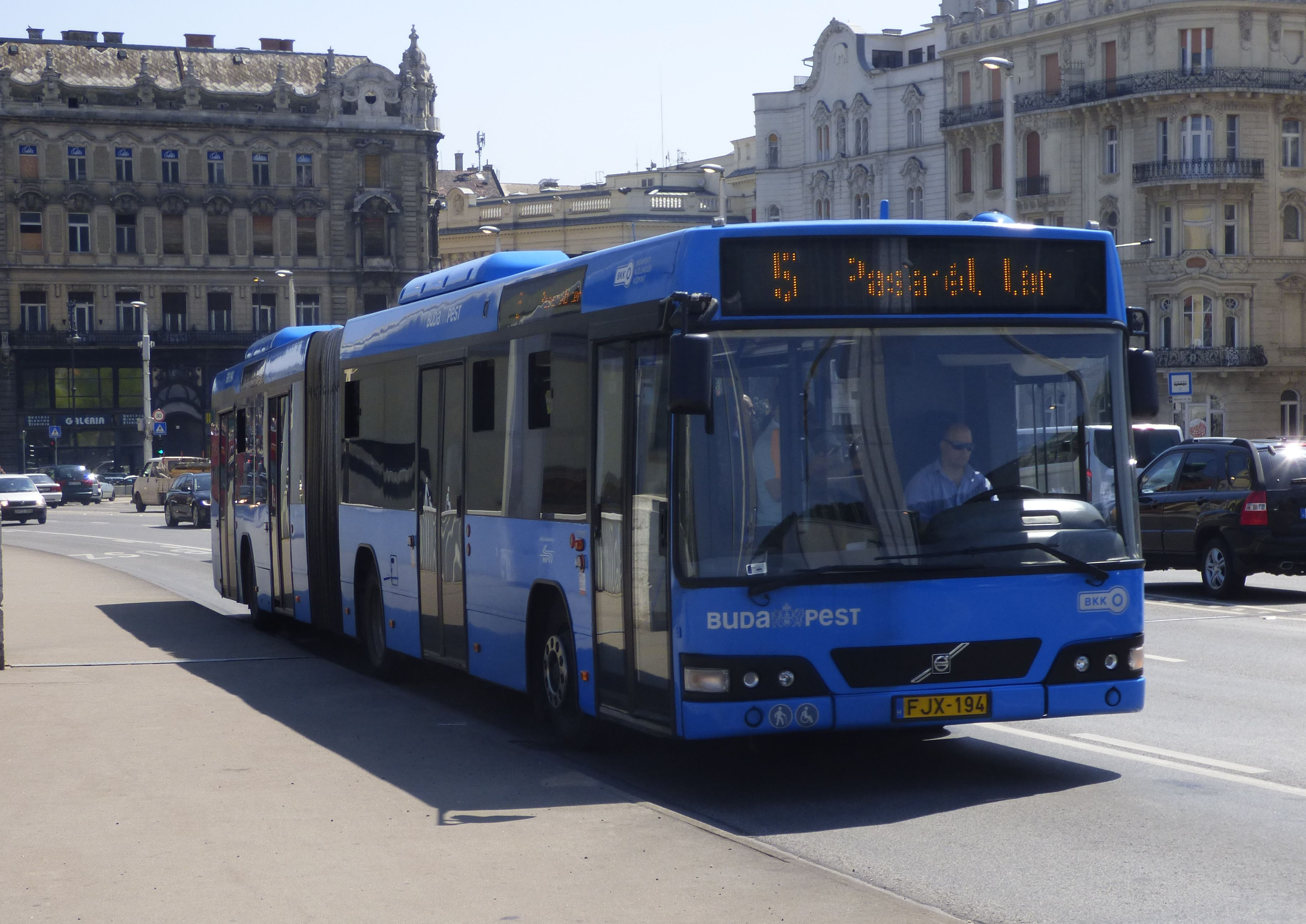
Volvo 7700 felújítás utáni színben

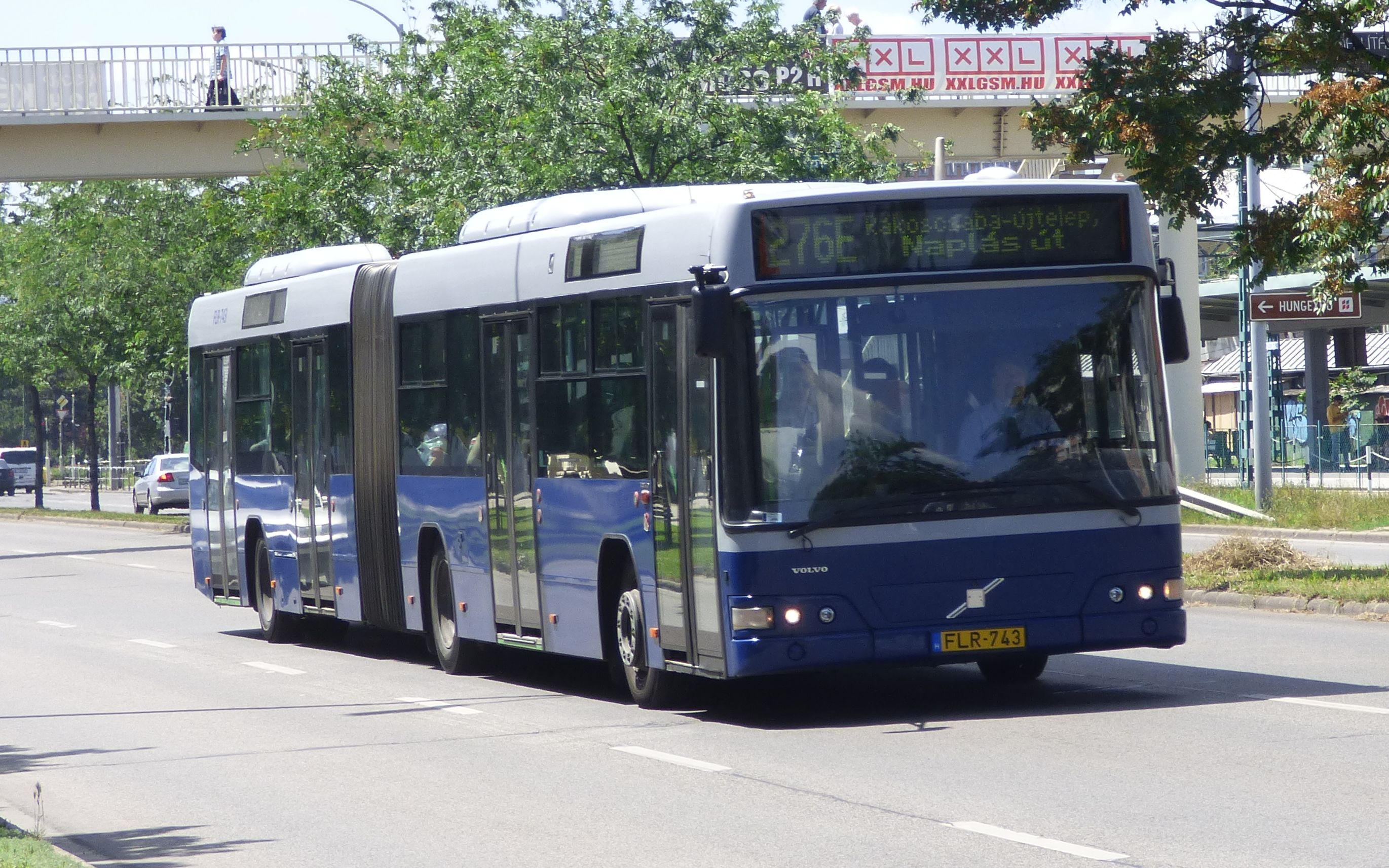
Volvo 7700 sötétkék színben felújítást előtt

2013 óta új égszínkék flottaszín van érvényben. 1960 és 2012 között az autóbuszok oldala általában sötétkék, tetejük szürke színű volt. Ez alól kivételek voltak az „ezüstnyíl”, a „Gyors 7-173”, az Ikarus 412 és a Van Hool AG300 típusú buszok. Az „ezüstnyíl” buszok teteje és eleje egyaránt szürke, és ez a busz oldalán „nyíl” alakban tűnik el, a busz hátsó része és oldala sötétkék. A „Gyors 7-173” buszok eleje piros és sötétkék volt, mely a második ajtónál áthalványult sötétkékbe a busz oldalán és tetején egyaránt. Bal oldalukon fehér színű „Gyors 7-173”, míg jobb oldalukon, elejükön és hátukon „7-173 Gyors” felirat volt. Az Ikarus 412-esek eleje szürke színű, mely a busz oldalán fokozatosan kékbe megy át, de a 2009-ben elkezdett felújításoknak köszönhetően ezek is fokozatosan sötétkék színezést kaptak. A 2009-ben beszerzett Van Hool AG300-as buszok színe sárga, illetve szürke volt, 2013 végéig mind a 32 darabot átfestették az új égszínkék flottaszínre.
A villamosok oldala sárga, tetejük és oldaluk az ablakok alsó vonalától általában fehér színű, közöttük, ahol a régebbi típusokon egy díszléc volt, barna csík látható. Ez alól kivételek a Hungaroplan, a TW 6000, a Siemens Combino Supra és a CAF Urbos 3 típusú járművek. Az első kettő magaspadlós típusnak az oldala és teteje egyaránt sárga, míg az utóbbi kettő, alacsonypadlós villamostípusok sárga-fekete színűek.
A trolibuszok oldala piros, tetejük szürke (pl. Ikarus 280T), fehér (pl. Ikarus 412T), vagy piros színű (pl. Solaris Trollino).

## Tervek és fejlesztések
- 2005-ben alakult meg a Budapesti Közlekedési Szövetség, amely a BKV, a Volánbusz és a MÁV együttműködésével kombinált tarifaközösséget hozott létre. Ennek eredménye a korábbi BKV bérletet 2009 januárjától felváltó Budapest bérlet. Így az utasok immáron mindhárom cég járműveit igénybe vehetik egyetlen bérlettel.
- 2008. szeptember 1-jétől – a Fővárosi Közgyűlés áprilisi határozata alapján – bevezették a Kisgyerekes havibérletet (a köztudatban: Kismamabérlet), melynek ára megegyezik a tanuló- és nyugdíjas-havibérletek árával. A kedvezményt azok a budapesti lakosok vehetik igénybe, akik igazolni tudják, hogy gyest vagy gyedet kapnak.
- 2009. április 1-jétől az arra alkalmas villamosokon – a buszokhoz hasonlóan – bevezették azt a rendszert, hogy a villamos csak akkor áll meg a megállóban, ha ott várakozó utas van, illetve ha a járművön a leszállási szándékot időben jelezte valaki. Ellenkező esetben a villamos nem áll meg a megállóban. Ezzel a közlekedést kívánják gyorsítani és az utazást komfortosabbá tenni. Ez az intézkedés jelentős energiamegtakarítást eredményez, ugyanis a villamosoknak nem kell feleslegesen megállniuk és elindulniuk, ami korábban többletfogyasztást eredményezett.
- A Társaság nyugat-európai mintára SMS-ben rendelhető átszállójegyeket tervez bevezetni, amelyekkel tetszés szerinti számú járművön lehetne utazni hétköznap 60, hétvégén 90 perces időhatáron belül. A tervek szerint egy ilyen átszállójegy 500 Ft-ba kerül majd (az SMS árán fölül). Ha ez a jegyfajta beváltja a hozzá fűzött reményeket, más hasonló termékek bevezetése is szóba kerülhet (vonaljegy, bérletek).[17] Az SMS-jegy bevezetését 2008 nyarára tervezték, de a mai napig nem valósult meg.
- A BKV 2009-től nagyarányú fejlesztéseket ígért, például statisztikák alapján kalkulált személyre szabott információs és jegyrendszer, csipkártyás jegykezelés, SMS-beli, wapos és internetes tájékoztatás a járatok helyéről és érkezési időpontjáról, ill. esetleges késéséről. (2007 nyara óta négy intelligens megállóhely működik próbaüzemben a 86-os busz megállóiban, amelyek a járat helyéről tájékoztatnak.)[18] Ezeknek a fejlesztéseknek egyelőre látható jele nincs.

### Infrastrukturális fejlesztések
Tervezett fejlesztések:
- 2-es villamosvonal meghosszabbítása Angyalföldig és összekötése az 51-es villamossal
- 3-as villamosvonal meghosszabbítása a Béke térig és Csepelig
- 14-es, 47-es, 49-es villamosvonalak összekötése a Nyugati pályaudvarnál
- 19-es villamosvonal déli irányú kiágazása a Szent Gellért téren
- 42-es villamosvonal meghosszabbítása a Gloriett-telepig
- 47-es villamosvonal meghosszabbítása
- Észak–déli regionális gyorsvasút (M5) megépítése
- A fogaskerekű meghosszabbítása
- Az 1-es metró meghosszabbítása
- A 2-es metró, a H8-as és a H9-es HÉV összekötése
- A 3-as metró meghosszabbítása Káposztásmegyerig
- A 77-es trolibusz meghosszabbítása a Keleti pályaudvarig

Folyamatban lévő fejlesztések:
- M3-as metróvonal rekonstrukciója

2008-ban megvalósult fejlesztések:
- A 2008-as paraméterkönyv bevezetése

2013-ban megvalósult fejlesztések:
- A ZIU–9 típusú trolibuszok leselejtezése

2014-ben megvalósult fejlesztések:
- Az M4-es metróvonal átadása
- 37 Van Hool New A330 CNG típusú autóbusz forgalomba állítása
- FUTÁR (Forgalomirányítási és Utastájékoztatási Rendszer) kijelzők üzembe helyezése
- Az összes Van Hool AG300 típusú autóbusz átalakítása
- 15 alacsony padlós Volvo autóbusz forgalomba állítása

2015-ben megvalósult fejlesztések:
- Az 1-es villamosvonal felújítása, meghosszabbítása a Fehérvári útig
- A 3-as villamosvonal felújítása

## A járműpark cseréje
2014 augusztusában 37 darab rossz műszaki állapotú 260-as, 280-as, 412-es és 435-ös Ikarus buszt vont ki a forgalomból a BKV, melyek átlagos életkora 21 év volt. A budapesti autóbuszflotta fiatalítását és a régi buszok leállítását a Budapesti Közlekedési Központ az új buszüzemeltetési modell segítségével, külső szolgáltatók bevonásával, valamint a BKV által vásárolt használt buszokkal tette lehetővé. 2010-ben 1250 darab 10 évesnél idősebb, jelentősen leromlott állapotú autóbusz szállította az utasokat, ezért 2011-től 200 db használt, jó állapotú buszt vásároltak a régiek leváltására. Ezen felül 2014 szeptemberében sikeres eljárás zajlott le 15 darab (+60 opciós) vadonatúj alacsony padlós autóbusz beszerzéséről és 18 darab Ikarus V127 típusú autóbusz is készült PKD konstrukcióban a BKV Zrt. kelenföldi üzemegységében, mely buszokat a BKV Zrt. üzemeltet majd.
2002-ben felújítottak 80 db T5C5 típusú Tatra villamost. A 30 év körüli járművek korszerűsítését 2014–15-ben tovább végzi a BKV tulajdonában lévő VJSZ Kft., melynek során energia-visszatápláló rendszert, új üléseket, egyedi nyitású ajtókat és modern utastájékoztató elemeket telepítenek a villamosokba.

## Érdekességek
Budapest közösségi közlekedése több rekordot is tart:
- A nagykörúti 4-es és a 6-os villamos Európa legforgalmasabb villamosvonala, amelyet naponta mintegy 200 ezren vesznek igénybe.[24]
- A nagykörúti 4-es és a 6-os villamos vonalán, az M2-es metróvonalon és az M4-es metróvonalon közlekedő járműveken Rachel Appleby hangját lehet hallani az angol nyelvű utastájékoztató szövegeknél.[25]
- A Nagykörúton közlekedő Siemens Combino Supra Budapest NF12B típusú villamos 54 méteres hosszával a világ leghosszabb egyterű utasszállító villamosa volt a 2006. július 1-ji forgalomba állításakor.[26][27] Ezt a rekordot a szintén budapesti CAF Urbos 3/9 villamosok döntötték meg 2016. március 31-én – 55,9 méter hosszúak.[28] Ennél csak a két drezdai CarGoTram tehervillamos volt hosszabb,[29]
- A budapesti M1-es metróvonal a világ első villamosüzemű földalatti vasútja.[30]
- A 2-es villamosvonalat a National Geographic Életre szóló utazások című könyvében megjelent tízes listán hetedikként említik.

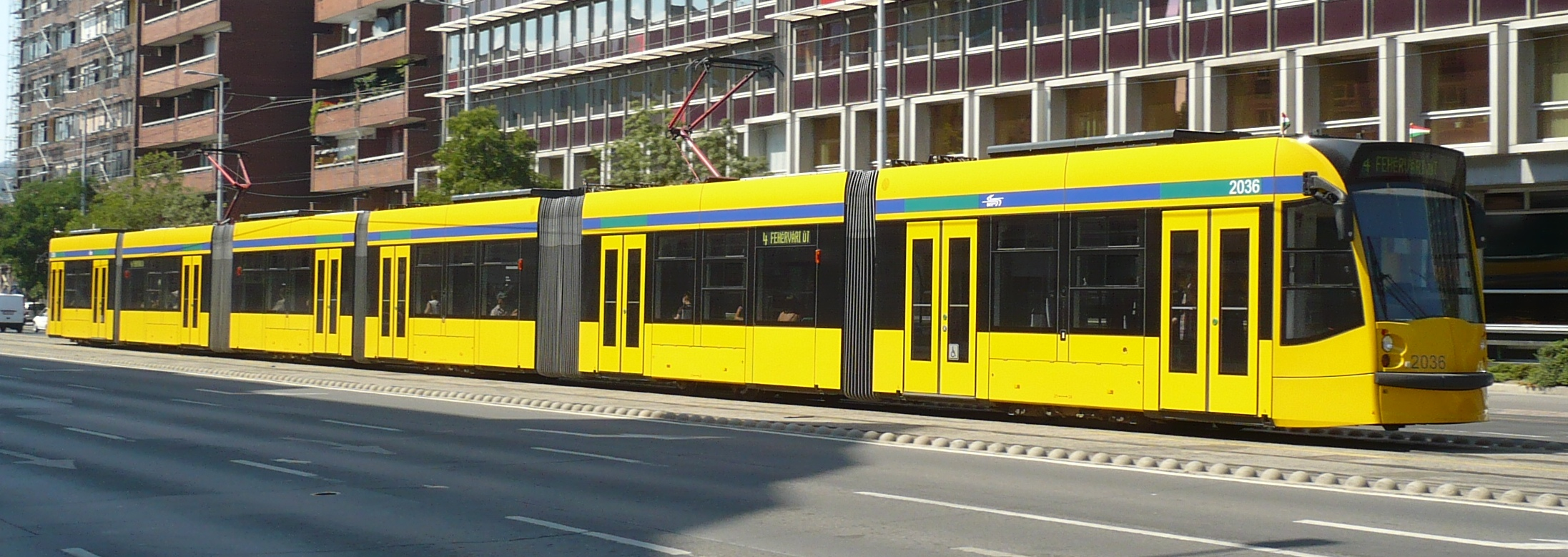
A Siemens Combino Supra Budapest NF12B a világ leghosszabb egyterű villamosa volt érkezésekor.